# العلاقات الأذربيجانية الرومانية
العلاقات الأذربيجانية الرومانية هي العلاقات الثنائية التي تجمع بين أذربيجان ورومانيا.

## مقارنة بين البلدين
هذه مقارنة عامة ومرجعية للدولتين:
| وجه المقارنة                                              | أذربيجان        | رومانيا                                                                               |
| --------------------------------------------------------- | --------------- | ------------------------------------------------------------------------------------- |
| المساحة (كم2)                                             | 86.60 ألف       | 238.40 ألف                                                                            |
| عدد السكان (نسمة)                                         | 10.00 مليون     | 19.59 مليون                                                                           |
| الكثافة السكانية (ن./كم²)                                 | 115.47          | 82.17                                                                                 |
| العاصمة                                                   | باكو            | بوخارست                                                                               |
| اللغة الرسمية                                             | اللغة الأذرية   | اللغة الرومانية                                                                       |
| العملة                                                    | مانات أذربيجاني | ليو روماني                                                                            |
| الناتج المحلي الإجمالي (بليون دولار)                      | 40.75 مليار     | 211.80 مليار                                                                          |
| الناتج المحلي الإجمالي (تعادل القوة الشرائية) بليون دولار | 171.56 مليار    | 465.56 مليار                                                                          |
| الناتج المحلي الإجمالي الاسمي للفرد دولار أمريكي          | 5.50 ألف        | 9.47 ألف                                                                              |
| الناتج المحلي الإجمالي للفرد دولار أمريكي                 | 17.52 ألف       | 23.63 ألف                                                                             |
| مؤشر التنمية البشرية                                      | 0.751           | 0.793                                                                                 |
| رمز المكالمات الدولي                                      | +994            | +40                                                                                   |
| رمز الإنترنت                                              | .az             | .ro                                                                                   |
| المنطقة الزمنية                                           | ت ع م+04:00     | ت ع م+02:00، ت ع م+03:00، أوروبا/بوخارست ‏، توقيت شرق أوروبا، توقيت شرق أوروبا الصيفي ‏ |

## مدن متوأمة
في ما يلي قائمة باتفاقيات التوأمة بين مدن أذربيجانية ورومانية:
- ترتبط سومقاييت مع بيتيشت باتفاقية توأمة منذ 1987.

## منظمات دولية مشتركة
يشترك البلدان في عضوية مجموعة من المنظمات الدولية، منها:
| علم المنظمة | اسم المنظمة                               | تاريخ انضمام أذربيجان | تاريخ انضمام رومانيا |
| ----------- | ----------------------------------------- | --------------------- | -------------------- |
|             | مؤسسة التنمية الدولية                     | 31 مارس 1995          | 12 أبريل 2014        |
|             | منظمة الأمن والتعاون في أوروبا            | 30 يناير 1992         | 25 يونيو 1973        |
|             | مؤسسة التمويل الدولية                     | 11 أكتوبر 1995        | 23 سبتمبر 1990       |
|             | مجلس أوروبا                               | 25 فبراير 2001        | 7 أكتوبر 1993        |
|             | منظمة حظر الأسلحة الكيميائية              | ?                     | ?                    |
|             | منظمة التعاون الاقتصادي للبحر الأسود      | ?                     | ?                    |
|             | الأمم المتحدة                             | 2 مارس 1992           | 14 ديسمبر 1955       |
|             | الاتحاد الدولي للاتصالات                  | 10 أبريل 1992         | 9 فبراير 1866        |
|             | منظمة الشرطة الجنائية الدولية             | ?                     | ?                    |
|             | البنك الدولي للإنشاء والتعمير             | 18 سبتمبر 1992        | 15 ديسمبر 1972       |
|             | الاتحاد البريدي العالمي                   | ?                     | ?                    |
|             | المركز الدولي لتسوية المنازعات الاستشارية | 18 أكتوبر 1992        | 12 أكتوبر 1975       |
|             | وكالة ضمان الاستثمار متعدد الأطراف        | 23 سبتمبر 1992        | 10 سبتمبر 1992       |
|             | يونسكو                                    | 3 يونيو 1992          | 27 يوليو 1956        |

## وصلات خارجية
- موقع وزارة الخارجية الأذربيجانية
- موقع وزارة الخارجية الرومانية